# کج‌ماهی
کج‌ماهی (نام علمی: Climatius) نام یک سرده از رده خارپایگان است.